# Die Weisen von Speyer
Als die Weisen von Speyer wird eine Gruppe der zehn berühmtesten Gelehrten der Talmudschule der Jüdischen Gemeinde Speyer bezeichnet, die 1084 im Jahr der Ansiedlung der Gemeinde durch den Speyerer Bischof Rüdiger Huzmann mitbegründet wurde.

## Zusammensetzung
Zu den Weisen von Speyer gehören Personen vom 11. bis zum 13. Jahrhundert. Neben der Auslegung und mündlichen Lehre des Talmud verfassten Mitglieder der Gruppe Kommentare zum Talmud, Tossafot (Kommentare zu Talmud-Traktaten), religiöse Lehrbücher, Gedichte, Gebete, Lieder, Hymnen, Texte zur Kabbala, ein Talmud-Lexikon und religiöse Rechtsgutachten. Einige waren Mitglieder des jüdischen Gerichtshofes in Speyer, andere politisch als Vertreter ihres Volkes aktiv, einige auch als Geschäftsleute. Die Gelehrten betrachteten sich als Schüler und Erben der Propheten des alten Israel.
Zu der Gruppe gehören:
- David ben Meschullam
- Eljakim ben Meschullam ha-Levi
- Isaak ben Ascher ha-Levi, der Ältere
- Samuel ben Qalonymus he-Chasid
- Schemarja ben Mordechai
- Isaak ben Ascher ha-Levi, der Jüngere
- Abraham ben Samuel ben Kalonymos
- Jehuda ben Kalonymos ben Meir
- Meir ben Kalonymos
- Simcha ben Samuel

## Werke
Obwohl sehr viel verloren gegangen ist, existieren noch bedeutende Werke der Gelehrten, z. B. das Verzeichnis der Lehrer und Erklärer, ein 800 Seiten umfassendes Talmud-Lexikon von Jehuda ben Kalonymos ben Meir oder vier Klagelieder und sieben Bußlieder von Abraham ben Samuel ben Kalonymos über die Schrecken der Judenverfolgungen des 1. und 2. Kreuzzuges.